# 1977年世界乒乓球锦标赛
1977年世界乒乓球锦标赛是第三十四届世界乒乓球锦标赛，于1977年3月26日至4月5日在英国伯明翰举行。这是伯明翰首次举办世界乒乓球锦标赛。

## 赛果

### 团体
| 项目                | 金牌                                          | 银牌                                                        | 铜牌                                                                                |
| 男子团体 斯韦思林杯 | 中國 · 郭跃华 · 黄亮 · 李振恃 · 梁戈亮 · 王俊 | 日本 · 井上哲夫 · 河野滿 · 前原正浩 · 高島規郎 · 田阪登纪夫 | 瑞典 · 斯特兰·本特松 · Ake Gronlund · 谢尔·约翰松 · Roger Lagerfeldt · Ulf Thorsell |
| 女子团体 考比伦杯   | 中國 · 葛新爱 · 张德英 · 张立 · 朱香云        | · 郑贤淑 · 金顺玉 · 李艾莉萨 · 李基元                       | · 金昌爱 · 李松淑 · 朴英玉 · 朴英顺                                                 |

### 单项
| 项目     | 金牌                          | 银牌                | 铜牌                              |
| 男子单打 | 河野满                        | 郭跃华              | 梁戈亮                            |
| 男子单打 | 河野满                        | 郭跃华              | 黄亮                              |
| 女子单打 | 朴英顺                        | 张立                | 葛新爱                            |
| 女子单打 | 朴英顺                        | 张立                | 张德英                            |
| 男子双打 | 李振恃 梁戈亮                 | 黄亮 陆元盛         | 斯特兰·本特松 谢尔·约翰松         |
| 男子双打 | 李振恃 梁戈亮                 | 黄亮 陆元盛         | 安通·斯蒂潘契奇 德拉古廷·舒尔贝克 |
| 女子双打 | 朴英玉 杨莹                   | 朱香云 魏力捷       | 张立 葛新爱                       |
| 女子双打 | 朴英玉 杨莹                   | 朱香云 魏力捷       | 李基元 金顺玉                     |
| 混合双打 | 雅克·塞克雷坦 Claude Bergeret | 田阪登纪夫 橫田幸子 | 李振恃 阎桂丽                     |
| 混合双打 | 雅克·塞克雷坦 Claude Bergeret | 田阪登纪夫 橫田幸子 | 李相国 李基元                     |